# Trepuzzi
Trepuzzi är en ort och kommun i provinsen Lecce i regionen Apulien i Italien. Kommunen hade 14 512 invånare (2017).